# Vallvonas zarandi
 (novembre 2020).
Genre
Espèce
Vallvonas zarandi, unique représentant du genre Vallvonas, est une espèce d'araignées aranéomorphes de la famille des Salticidae.

## Distribution
Cette espèce est endémique de Nouvelle-Guinée orientale en Papouasie-Nouvelle-Guinée,. Elle se rencontre entre 2 800 et 3 000 m d'altitude sur le mont Wilhelm.

## Description
La carapace du mâle holotype mesure 1,7 mm et l'abdomen 1,8 mm.

## Étymologie
Cette espèce est nommée en l'honneur de Zaránd Bence Szűts.

## Publication originale
- Szűts, Zhang, Gallé-Szpisjak & De Bakker, 2020 : « Jumping spiders (Araneae: Salticidae) of the Papua New Guinean Mount Wilhelm and surrounding mountains. Insects of Mount Wilhelm, Papua New Guinea - volume 2. » Mémoires du Muséum national d’Histoire naturelle, vol. 214, p. 521-555.